# Даниш Василь Васильович
Василь Васильович Даниш — вчений-геолог.

## Життєпис
Народився 16 серпня 1934 року на Покутті — в селі Іллінцях Снятинського району Івано-Франківської області. Мати Олена (до шлюбу Бебич) і батько — селяни-рільники.

## Освіта
1949 року закінчив семирічку в Іллінцях, а в 1952 року середню школу в тодішньому райцентрі — м. Заболотові. Протягом 1952—1956 років навчався на геологічному факультеті Чернівецького держуніверситету. Постановою уряду в 1956 році факультет було закрито (як і в Мінську та Одесі), а на вимогу студентів-п'ятикурсників їх перевели у Львівський держуніверситет ім. Івана Франка. Тут В. Даниш і закінчив геологічний факультет, одержавши з рук тодішнього ректора, — відомого в наукових колах академіка Є. Лазаренка — диплом інженера-геолога.

## Виробнича діяльність
Її започаткував влітку 1954 року на посаді колектора в комплексній експедиції Чернівецького університету в басейні Білого Черемошу. 5 місяців 1955 року були віддані виробничій практиці в одній з польових партій Всесоюзного геологічного інституту (Ленінград) на Північному Уралі по геокартуванню, а влітку 1956 року працював у геологопошуковій партії тресту «Київгеологія» в західній частині вулканічного пояса Закарпаття, де велись пошуки поліметалів. За цією тематикою в 1957 році захистив дипломний проєкт.
Подальша робота пов'язана з Львівською геологорозвідувальною експедицією тресту «Київгеологія» на посадах від молодшого до старшого геолога і керівника польової партії. Займався детальною розвідкою Ковалівського буровугільного родовища, пошуками покладів вугілля на Тернопільщині, кадастром мінерально-сировинних ресурсів Рівненської і Тернопільської областей, розвідкою Горбського родовища бентонітів на Закарпатті, геологічним картуванням Сколівських Бескидів.

## Наукова діяльність
Сорокарічний період з 1.XI.1960 року по 1.XI.2000 року (до виходу на пенсію за станом здоров'я) повністю пов'язаний з дослідженнями в Інституті геології і геохімії горючих копалин НАН України при відділі палеогеографії і тектоніки, який тривало очолював академік Олег Вялов. Цей час охоплює навчання в аспірантурі та роботу на посадах молодшого, старшого і провідного наукового співробітника. Періодично призначався виконувачем обов'язки завідувача відділу, вченого секретаря та заступника директора Інституту по науковій роботі.
В його науковій сфері виокремились два спрямування: на вирішення термінових народногосподарських потреб і на розробка фундаментальної проблематики. До першого відносяться: обстеження певних місцевостей на вимогу населення, спільні маршрути з польовими партіями в складнопобудованих районах, договірні роботи на замовлення різних відомств (наприклад, по вибору трас газопроводів через Карпати, по обґрунтуванню створення Карпатського національного природного парку, по розробці природоохоронних рекомендацій на заході України, зокрема стосовно раціонального видобутку й використання ресурсів надр, обґрунтування заповідного статусу об'єктів неживої природи та їх збереження).
Фундаментальні дослідження охоплювали спектр проблем. Серед них першочерговою була участь в складанні локальних і регіональних стратиграфічних схем Українських Карпат з огляду на особисті польові та допоміжні лабораторні дослідження. Це вдалось здійснити як по крейдовому, так і по палеогеновому осадових комплексах складчастої гірської споруди, уніфікувавши їх з одновіковими утвореннями Західних (Польських і Словацьких) та Східних (Румунських) Карпат. Другий напрям торкався розробки на базі нових даних легенд і складання різномасштабних геологічних, тектонічних, літолого-фаціальних і палеогеографічних карт. При цьому було виділено ряд нових стратиграфічних товщ, тектонічних елементів, структурно-фаціальних зон, палеоморських форм рельєфу. Новацією в геологію регіону стала його участь в появі під егідою ЮНЕСКО тектонічної карти Карпат, Балкан і Динарід та прилеглих областей в масштабі 1: 1 000 000 (ред. М.Магель, Братислава) й атласів карт палеотранспорту того ж масштабу цієї території по ранній, пізній крейді і палеогену (ред. А.Сльончка, Краків, Будапешт). Відчутно важливою явилася геологічна карта Українських Карпат і суміжних прогинів (відп. ред. С. Гошовський, ред. В.Даниш та П.Лозиняк), вперше складена в масштабі 1: 100 000 за всю понад 200-річну історію їх вивчення, однак досі не опублікована в зв'язку з відсутністю фінансування. Вона є серйозною основою детальної характеристики будови терену та формування відповідних проектів пошуків у його межах корисних копалин, зокрема покладів нафти й газу.
Посильну віддачу вклав учений в розв'язання проблем палеогеографії регіону з відтворенням умов накопичених тут протягом віків потужних відкладів т. зв. флішу і молас. Виділено окремі стадії формування специфічних комплексів літофацій з відповідним наповненням їх седиментологічним змістом (в тому числі конкретикою палеоіхнологічних маркерів, допитливим пошукам яких у польових експедиційних умовах дослідник приділяв спеціальну увагу).
Перед виходом на пенсію за рахунок застосування оргтехніки В.Даниш вперше створив базу паспортизації крейдових і палеогенових відкладів Українських Карпат і на її основі створив програму електронного розпізнання конкретних товщ за параметрами фрагментів їх розрізів у відслоненнях на денній поверхні та в свердловинах.

## Науково-організаційна діяльність
В цій сфері дослідникові притаманна широка активність, починаючи від наукових семінарів відділу чи Інституту і завершуючи міжнародними форумами. Залучався, зокрема, до організації та проведення XI-го Конгресу Карпато-Балканської геологічної Асоціації (КБГА) як керівник седиментологічної секції та робочої екскурсії (Львів — Київ — Канів, 1977 р.), до підготовки XXI-го Міжнародного Геологічного Конгресу. Тривалий час був вченим секретарем комісії по викопних слідах життя при Проблемній Раді АН СРСР, членом комісії по осадових породах при Відділенні наук про Землю АН УРСР, членом НТР тресту «Львівнафтогазрозвідка», очолював секцію охорони надр і обирався в президію Львівського обласного товариства охорони природи, очолював т-во «Знання» Інституту та був лектором в його обласній організації по природоохоронній тематиці. Брав участь в розробці по співдружності ряду проектів Міжнародної програми геологічної кореляції (МП-ГК), був заступником наукового керівника Проекту N174 по границі палеогену та неогену. В рамках діяльності КБГА був членом тектонічної, стратиграфічної і седиментологічної комісій від Національного комітету геологів України. При його безпосередній участі Інститут проводив республіканські й міжнародні наукові колоквіуми, семінари, конференції з робочими екскурсіями. В.Даниш — один з фундаторів і активний учасник Львівського регіонального об'єднання дослідників Гуцульщини. Він неодноразово виступав з науковими доповідями на різних нарадах, брав участь в обговоренні результатів досліджень вчених інших установ, консультував геологів-виробничників, писав відгуки й рекомендації, сприяв здобувачам наукових ступенів. З науковою та науково-організаційною роботою тісно пов'язані часті його відрядження, що охоплюють територію від Баренцового моря на півночі до Адріатики на півдні та від ріки Обі на сході до Високих Татр на заході.
Результатом наукового доробку вченого є численні публікації в наших і закордонних виданнях. Це 157 праць, серед яких він автор і співавтор 24-ти монографій, окремих статей та різномасштабних геологічних, тектонічних і палеогеографічних карт. Вони стосуються переважно проблем стратиграфії і геологічної структури регіону, реконструкції палеоокеанографічних умов седиментогенезу протягом історії його розвитку, а також прогнозу корисних копалин (зокрема горючих) та природоохоронної проблематики.

## Родина
Одружений. Дружина — Богдана Степанівна, до шлюбу Ранецька, освіта — український філолог Чернівецького держуніверситету. Дочка Леся — закінчила Львівський торгово-економічний інститут, товарознавиця. Син Тарас — закінчив біологічний факультет Львівського держуніверситету. Біохімік, як і його давній родич Даниш Іван — син брата діда Івана, що до війни був відомий за кордоном як фаховий лікар-біохімік. Б. та В. Даниші мають двох онучок (Олену та Олесю) і двох правнуків (Романа та Ірину).
Хобі: шахи, садівництво, риболовля, коренепластика, поезія. Опублікував збірку поезій «Думки — лелеки» обсягом 230 с. Працює над Тлумачним словником покутського говору.